# Isla Kefken
La isla Kefken (en turco: Kefken Adası) es una de las pocas islas turcas en la costa del Mar Negro. La isla se encuentra a una distancia cercana a las orillas del pueblo de Cebeci. En la época bizantina era conocida como Dafnusia. Los muros de la fortaleza y pozos de agua de la época genovesa son dignos de mencionar como patrimonio histórico de la isla.